# Алдияров, Мырзаш
Мырзаш Алдияров (каз. Мырзаш Алдиярұлы; 1824, ныне Зайсанский район, Восточно-Казахстанская область — 1888) — казахский народный герой, участник казахско-урянхайских войн в первой половине XIX века, барымтач. В народе известен как Мырзаш Батыр.
Происходил из казахского подрода тузакшы ветви тортуыл крупного племени найман.
Известен тем что участвовал в качестве проводника в путешествиях Н. М. Пржевальского осенью 1877 года из Кульджи в Гучен, и в 3-й экспедиции из Зайсана через Хами в Тибет и на верховья Желтой реки в 1879 г.

Н. М. Пржевальский высоко ценил способности Мырзаш батыра, в своей книге он написал:
Мырзаш отлично знал прилежащую к нашей границе западную часть Джунгарии, где много лет занимался барантою, то есть воровством лошадей. Как известно, подобный промысел нисколько не презирается у казахов; наоборот, искусный барантач считается удальцом, заслуживающим удивления и похвалы. Мырзаш своими подвигами снискал себе даже почетнее прозвище батырь, то есть богатырь. Этот богатырь сам сознавался нам, что в продолжение своей жизни (ему тогда было 53 года) украл более тысячи лошадей; неоднократно бывал в самом трудном положении, но обыкновенно выпутывался из беды…. Как проводник, Мирзаш был очень полезен; 

Мырзаш Алдияр из рода Тузакшы племени Тортуыл. Потомки батыра тоже остались яркими представителями казахской истории. Одним из них является Какимбек Рахымжанов (1918-1968) - прямой потомок батыра. Какимбек Рахымжанов участник ВОВ, воевал защищая местность Житомир находящегося в современной территории Украины. После войны Какимбек стал великим человеком в истории Восточного-Казахстана. Работал председателем колхозов Ворошилов (СО Куйган), Уласты (СО Жетиарал), Жалгызтал (с Жалгызтал). В управлении колхозами остался в истории как честный человек и мудрый правитель. В последние года жизни был управляющем нескольких ферм как ЖасЕнбек, Жамбыл, Киров, Карасу и совхозов Карасу, Ласты, Тарбагатай. Был награжден орденом Славы III степени и другими несколько медалями за заслуги в Отечественной Войне, неоднократно был награжден грамотой Верховного Совета КазахскойССР. 